# ジャンヌ・ド・コンスタンティノープル
ジャンヌ・ド・コンスタンティノープル （Jeanne de Constantinople、1194/1200年 - 1244年12月5日）は、フランドル女伯およびエノー女伯として13世紀初頭のフランドルとエノーを治めた女性。ジャンヌ・ド・フランドル（Jeanne de Flandre）またはジャンヌ・ド・エノー（Jeanne de Hainaut）とも呼ばれた。フランドル伯およびエノー伯、ラテン皇帝ボードゥアンとマリー・ド・シャンパーニュ（シャンパーニュ伯アンリの娘）の長女。
フランドル伯としてジャンヌはフランドル諸都市に租税免除特権を備えた多くの憲章を与え、伯領の経済的発展に有利な政策を行った。彼女は伝統的な修道会を無視することなく、伯領における托鉢修道会、ベギヌ会（fr）、ヴィクトリーヌ会、病院共同体の発展に重要な役割を果たした。彼女の治世下で、以前にはまれであった女性の団体が増加し、社会と教会内で女性の役割を変換させた。
中世の騎士道物語ペルスヴァルまたは聖杯の物語の第三章はジャンヌ・ド・コンスタンティノープルのために書かれており、13世紀の詩人ウォーシエ・ド・ドゥナン（fr）が創作した『聖マルトの生涯』（Vie de sainte Marthe）も同様である。初めてオランダ語で書かれた騎士道物語、『Van den vos Reynaerde』は、ジャンヌの側近の聖職者が書いたものである。
歴史家によってイメージが修復されるまで、ジャンヌ・ド・コンスタンティノープルの19世紀までの人物像は非常に否定的なものだった。フランスやベルギーにおいてジャンヌ女伯は絵画や彫刻のモデルとなっており、祭りの際には巨人像（fr）として登場する。

## 生涯

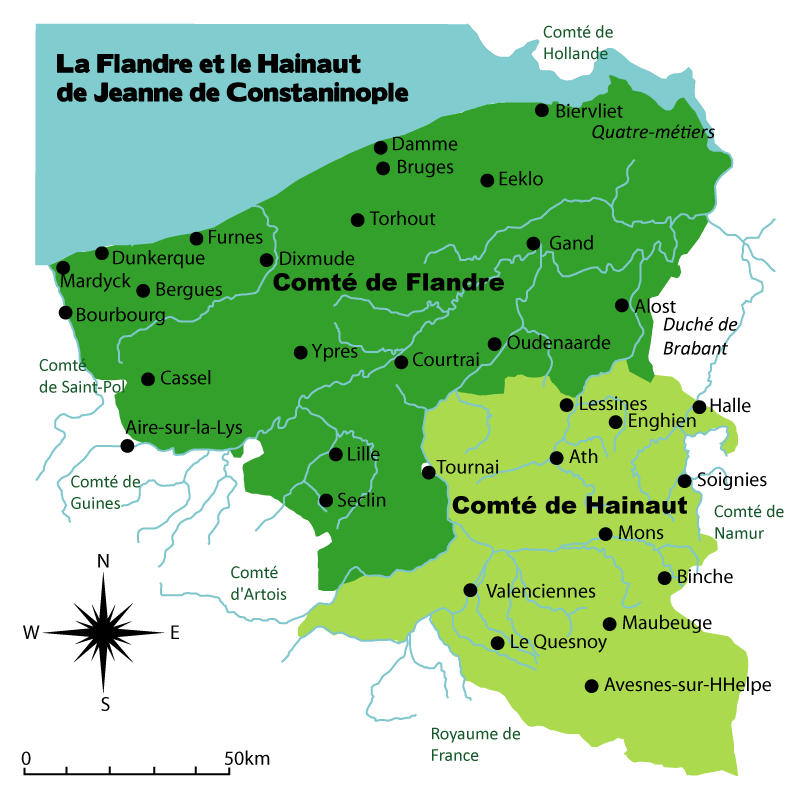
ジャンヌが治めた頃のフランドル伯領とエノー伯領の地図

### 幼年時代
ジャンヌの正確な出生年月日は明らかになっておらず、いくつかの仮説があるものの具体的な証拠は存在しない。判明しているのは、妹のマルグリットと同様にジャンヌもヴァランシエンヌのサン・ジャン教会で洗礼を受けたことだけである。
1202年、ジャンヌの父でフランドル伯およびエノー伯ボードゥアンは、第4回十字軍に参加するために故国を発った。コンスタンティノープルが陥落した後、1204年5月9日に十字軍勢の後援を受けてボードゥアンはラテン帝国の帝位についた。伯妃マリーは、聖地に巡礼してから夫に合流することを決めた。フランドルとエノーの両伯領の摂政に、ボードゥアンの実弟であるナミュール伯フィリップ1世（fr）がついた。マリーはアッコンに到着する前に急死した。ボードゥアン自身もその後、1205年4月14日にアドリアノープルの戦いでブルガリア皇帝カロヤン・アセンと対峙している時に、行方不明となった。ボードゥアンの正確な消息は、戦死か捕囚の身となったかは不明なままで、遺体も見つからなかった。
伯の行方不明、伯妃の急死で、フランドルとエノーの各伯領は、フランドルの高官たち、リールの奉行たち、リールおよびサントメールの城主たちからなる行政府によって治められることになった。ジャンヌと妹マルグリットの教育は、父方の叔父であるナミュール伯フィリップ1世によって行われた。しかし、1208年、ボードゥアンの遺児たちの教育はフランス王フィリップ尊厳王に委任されることになった（姉妹の父方の伯母、イザベルは尊厳王に嫁していた。また、尊厳王は姉妹の母マリーといとこ同士であった）。姉妹は幼いティボー・ド・シャンパーニュ（のちのナバラ王テオバルド1世）とともに、パリで育てられた。
1206年、フィリップ尊厳王は、自らの同意なしにフランドル伯姉妹を結婚させないよう、ナミュール伯に強いた。1211年、クシー領主アンゲラン3世・ド・クシーがジャンヌとの結婚を尊厳王に申し込み、同時に彼の弟トマがマルグリットとの結婚を申し出、合計5万リーブルの金を用意した。フランドル貴族たちはこの計画に否定的であった。フランドル伯フィリップ・ダルザスの2度目の妃であるポルトガル王女マティルド（アフォンソ1世の子）は、自らの甥であるポルトガル王子フェルナンド（サンシュ1世の子）との結婚を申し出た。ジャンヌとの結婚によって、フェルナンドはフランドル伯フェランと呼ばれるようになった。

### 統治

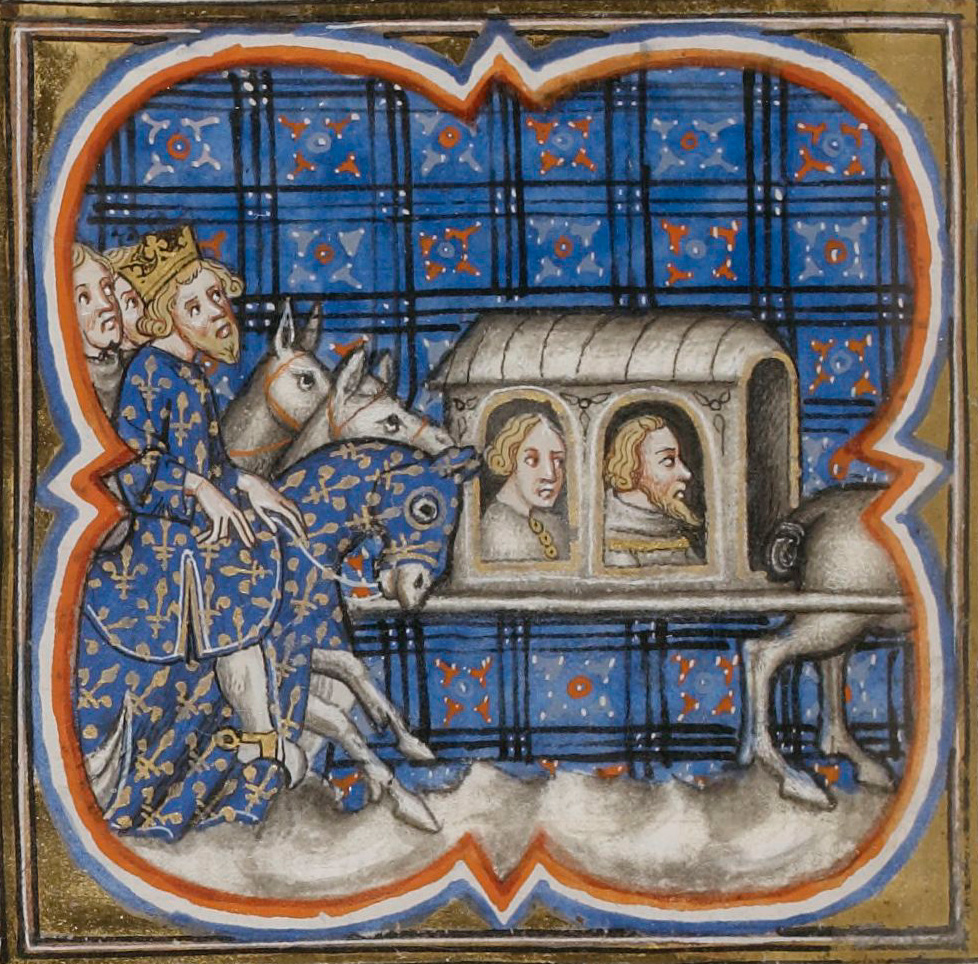
ブーヴィーヌの戦いで捕虜になったフェラン、ブロワ伯ルノーを護送する尊厳王

フランドルへの帰国途中、新婚夫婦はジャンヌの親戚にあたるルイ王子（のちのルイ8世、尊厳王の子）に捕らえられた。ルイの目的は、アルトワを備えた広大な領土を手中に収めることだった。アルトワは、フィリップ・ダルザスに嫁したエリザベート・ド・ヴェルマンドワ（ヴェルマンドワ伯）が結婚に際して持参金としてフランドルにもたらした領地だった。
解放のためにエール＝シュル＝ラ＝リスとサントメールの町を売却した後、フランドル伯夫妻はかつて父ボードゥアンの同盟者であったイングランド王ジョン、ローマ皇帝オットー4世とともに反フランス連合に加わった。ヘントは最初フェランをフランドル伯と追認するのを拒否していたが、女伯と町の助役が選んだ4人の裁判所判事を毎年選ぶ権利を与えたことにより、彼らは強力なヘントのブルジョワ階級と手を結んだ。その後、彼らはヘントやイープルの住民が町の防衛を強化することを認めた。フェランは、親仏として知られていたゲントとブルッヘの城代の職を廃止した。
1213年、尊厳王はリールの町を攻撃し火を放つことで返答した。ダンメにおいては、フランス艦隊はイングランド艦隊によって退けられた。1214年7月2日のラ・ロッシュ・オー・モワンヌの戦いでは、王太子ルイがイングランド軍に戦勝した。しかしその後の1214年7月27日のブーヴィーヌの戦いにおいて尊厳王は相手に決定的な敗北を与え、フェランの身柄を拘束した。12年間にわたってフェランはフランス側に囚われていたため、ジャンヌが単身で統治した。
独力で、ジャンヌはリールの町の城壁再建を命じた。しかし新たなフランス側の攻撃を恐れ、彼女はフランス王に最終的にリールを差し出した。彼女はその後、ローマ教皇の力で自らの結婚を解消しようとするが、それは遂行されなかった。1221年、ジャンヌはブルターニュ女公アリックス・ド・トゥアールと死別していたブルターニュ摂政ピエール・モークレールとの再婚を目指した。しかしこの結婚に尊厳王が反対した。

### マルグリットとの争い
1213年、マルグリットはアヴェーヌ領主ブシャールと結婚した。尊厳王は2人の結婚を偏見のまなざしで見ていた。彼はローマ教皇インノケンティウス3世に、ブシャールは副助祭として叙階の秘蹟を受けていると教えた。1215年、第4回ラテラン公会議で、教皇は結婚の無効に同意した。しかしマルグリットとブシャールは無効を無視した。彼らはアルデンヌ地方の、リュクサンブール公ワレラン3世（fr）の庇護下にあるユファリーズ城へ逃亡した。この地で、マルグリットとブシャールの間に2人の息子たち、ジャン（のちにエノー伯ジャン1世となる）とボードゥアンが生まれた。1219年、ジャンヌに対抗してフランドルを騎行中、ブシャールは逮捕された。2年後、妻と離婚し彼女から離れることに同意して、彼は解放された。1223年の終わりに、マルグリットはギヨーム・ド・ダンピエールと結婚した。
別の紛争がジャンヌの統治を揺るがした。1224年、ブルッヘ城代の位を自らの顧問アルヌール・オーデルナルデのため手に入れようと努力した。ブルッヘ城代は、ブーヴィーヌの戦いの後に尊厳王がジャン・ド・ネールを任命していた。これは過剰な要求だとして紛争になった。この一件は2人の騎士たちによって判断が下された。ジャンヌはムランで開かれた尊厳王の宮廷で王と面会し、このことは王の仲間によって判断させられないと訴えた。王は最終的にジャン・ド・ネールこそが城代にふさわしいと認め、ジャンヌに打撃を与えた。

### ボードゥアンの帰還
エノー年代記によると、フランドルおよびエノー総督アルヌール・ド・ギャヴルはヴァランシエンヌで、フランシスコ会の装束を身に着けた叔父ジョス・ド・マテルヌを見つけた。叔父に尋ねると、20年も囚われの身であったブルガリアから逃亡したボードゥアンと配下の者たちがいると知らされたのである。リメ年代記では、フィリップ・ムスケスが同時代のことを記録している。素性の知れない者が、ボードゥアンの帰還を発表し資金を配布していたというのである。1225年、トゥルネーとヴァランシエンヌの間に広がる森の中、モルターニュ近くに住む隠者が、実際に自分がボードゥアンだと認めた。彼はフランドル伯領とエノー伯領におよぶ主権を自分に返還するようジャンヌに求めた。
ボードゥアンは真のフランドル伯・エノー伯のように振る舞い、騎士を授爵し、法令に署名した。急速に、彼はエノー伯領の貴族から支持を受けるようになり、それにはジャン・ド・ネール、ロベール3世・ド・ドルーが含まれていた。それから彼はリールとヴァランシエンヌを含むフランドルとエノーの諸都市大多数から支持を受けるようになった。イングランド王ヘンリー3世ですら、対フランス王同盟の刷新を申し出たうえ、この政策をブラバント公国とリンブルク公国が支持した。ジャンヌは顧問アルヌール・オーデルナルデを派遣した。アルヌールは隠者と面会できなかったにもかかわらず、彼が本物のボードゥアンだと確信して戻ってきた。他の証人たちはより懐疑的であったが、彼はジャンヌに買収された者たちであると非難されてしまった。
ジャンヌは自らに唯一忠実であった都市モンスへの逃亡を余儀なくされた。2万リーブルの支払いと、ドゥエーとレクリューズに代官を置く約束に対して、ルイ8世はジャンヌの権利回復のため自らの軍隊を動かすことに同意した。厳しく支援が交渉された。ジャンヌは戦争で生じた代価の支払いに同意し、ドゥエーとレクリューズの町のためこの約束を請合ったのである。
軍事作戦を開始する前に、ルイ8世は叔母のシビーユ・ド・ボージュー（ボードゥアン1世の妹）を隠者との会見のため送り込んだ。それで彼の正体に疑問が生じた。1225年5月30日、王はボードゥアンを自称する者とペロンヌで会い、彼のこれまでの人生の詳細をたずねた。彼は自分が騎士に授爵されたのはいつ・どこでか思い出せなかったばかりか、自らの婚礼の夜も思い出せなかった。オルレアン司教とボーヴェ司教は、ボードゥアンと同じようにアドリアノープルの戦いで消息を絶ったブロワ伯ルイに自らを偽装しようとした彼を、言葉を巧みに操る者だと認定した。彼が詐欺師であることを確信したルイ8世は、3日以内に立ち去るよう猶予を与えた。偽ボードゥアンは追従者たちとともにヴァランシエンヌへ逃亡した。しかし町はフランス人によって迅速に奪還された。ジャンヌは偽ボードゥアンの無条件降伏を要求した。偽ボードゥアンはその後ケルン大司教のもとへ避難したが、彼の支持者たちは彼のもとに残る者と逃亡する者とに分かれた。ブザンソン近くで捕らえられた偽ボードゥアンは、ジャンヌのもとに連行された。彼を殺さないよう約束したにもかかわらず、ジャンヌは偽ボードゥアンを2頭の犬の間においたさらし台にさらし、その後リールの城門から吊るして処刑した。マルグリット・ド・コンスタンティノープルの元夫で、ジャンヌによって遠ざけられたブシャール、彼が黒幕であった可能性がある。偽ボードゥアンは、2つの伯領の相続人として息子には正当な権利があると認識していた。
反乱を起こした町を取り戻すと、ジャンヌは重い税を課した。これにより、翌年から20年かけて払うことになっていた、フランス王への債務を支払えただけでなく、夫フェランの身代金を支払えることになった。

### フェランの解放

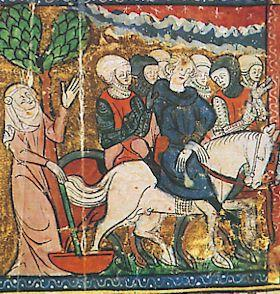
ブーヴィーヌの戦いに出征する夫を見送るジャンヌ。フランス大年代記より

フェランの投獄中、ジャンヌはやもめになっていたブルターニュ公ピエール・モークレールから求婚されていた。彼女は、ローマ教皇ホノリウス3世に対して、近親婚を理由にフェランとの婚姻無効を働きかけることをピエールと同意した。しかし、ルイ8世はフランドル伯とブルターニュ公の再婚を拒否した。カペー家と血縁関係にあるフランドル伯とブルターニュ公が結婚によって結びつき、誕生するであろう強大な領土は王室の領地を搾り取って危険だと判断したのである。ルイ8世はジャンヌとフェランの再婚の許可をローマ教皇から獲得し、一方でジャンヌに条約と身代金の支払いを強制した。ジャンヌは偽ボードゥアンを支持し反乱を起こした都市に莫大な罰金を課した。おかげでフランス軍による2伯領奪還の代償2万リーブルを支払うことが可能になった。
1226年、ムランにおいてジャンヌとルイ8世の間で条約が締結され、フェランの身代金は2回の分割払いで5万リーブルとなった。ジャンヌはフェランを配偶者とする合意を強制されていた。もし二人がフランス王に対して不誠実であれば、封建法における偽証として、どちらも破門であった。最終的には、彼の騎士たち、都市の代表者たちはフランス王に忠誠を誓う必要があった。27の都市、350人の貴族が宣誓した。ルイ8世が11月8日に死去した後、王太后で摂政のブランシュ・ド・カスティーユと即位したルイ9世は、ジャンヌが身代金2万5000リーブル（減額された）を払った後に、実際に1227年1月にフェランを釈放した。
1227年から1228年の間と推測されているが、ジャンヌは長女マリーを出産した。マリーはジャンヌとフェランの唯一の子で、ルイ9世の弟ロベール・ダルトワの許婚となった。ところがマリーは1236年に急死した。フェランは1233年7月27日、長い獄中生活の間に患った結石症のためにノワイヨンで死去した。彼の心臓はノワイヨンのノートルダム大聖堂に埋葬され、遺体はフランドルのマルケット修道院に埋葬された。夫の死後、ジャンヌはレスター伯シモン・ド・モンフォールとの結婚を望んでいる。しかしフランス王がこの縁組を拒否した。同じ年の1233年、偽ボードゥアンの陰謀に加担して以来投獄されていたブシャールが釈放された。

### トマ・ド・サヴォワとの再婚

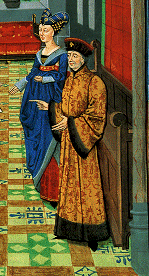
ジャンヌとトマ・ド・サヴォワ。エノー年代記のミニアチュールより

1237年、ジャンヌはピエモンテ領主トマ・ド・サヴォワ（サヴォイア伯トンマーゾ1世の子）と再婚した。彼はルイ9世妃マルグリット・ド・プロヴァンスの叔父であった。この結婚によって、ジャンヌはフランス王に3万リーブルの支払いと、王に新たに忠誠を誓うことを余儀なくされている。夫とともに、彼女はユーグ10世・ド・リュジニャン率いる反乱に際しては支援を行った。
1244年12月5日、ジャンヌはマルケット修道院にて死去した。伯位は妹マルグリットが継承し、夫トマはサヴォワへ戻った。2005年、旧マルケット修道院の敷地内でジャンヌの墓が再発見された。2007年の発掘調査にもかかわらず、ジャンヌの遺体が墓の中になかったことが判明した。

## 功績

### 経済
伯爵として単独統治を始めた初期（1214年 - 1226年）、フランドル都市の発展に有利な政策を実施した。それは、ダンケルク、ヘント、リール、マールダイク、スクラン（1216年）その後ビールフリート、イープル（1225年）に法律と税務権限を付与したことだった。1217年にはコルトレイクで、移住してきた人の人頭税を免除したため、羊毛産業に従事する労働者の流入を促進させた。夫フェランの解放後は、彼女はドゥエー、ヘント、イープルにおいてこの政治的方向性を確認した。そしてブルッヘとレデルゼールの貿易には、伯爵の権限と対等に向かい合える大きな自治権を含む新たな特権を付与した。1233年にフェランと死別すると、彼女はリールで憲章を交付し、ヴァランシエンヌでの鐘楼建設に許可を与えた。
その後トマ・ド・サヴォワと再婚すると（1237年）、彼女は免税を通じて、ベルグ、ブルブール、ブルッヘ、ダンメ、フルネ、ムイデン、カプライクといった都市に関連する司法制度の再編、海港と河川を通じた貿易を促進させる措置など、政策の補完を行った。
都市部の少ない地域、特にエノーでは、伯爵の力が強いままだった。フランデレン人ブルジョワ階級の一定の圧力のもと、フランス王と対峙して彼らは女伯の支持の必要性を認識し、ジャンヌは税金という代償なしに経済発展と都市の自治を政策として推進させた。
河川での水上貿易促進のため、ジャンヌは1237年にムナンとアレルベークに水門を建設させ、リス川との航行を可能にした。1242年、トマ・ド・サヴォワと、ジャンヌはリールから来た助役たちに、マルケット＝レズ＝リール、ワンブレシー、そしてリールの３箇所に堰を建設することを認可した。こうしてドゥル川へ航行ネットワークが拡張された。後者は結局建設されなかったが、ル・ケスノワでは二重扉を持つ船渠に置き換えられた。

### 信仰

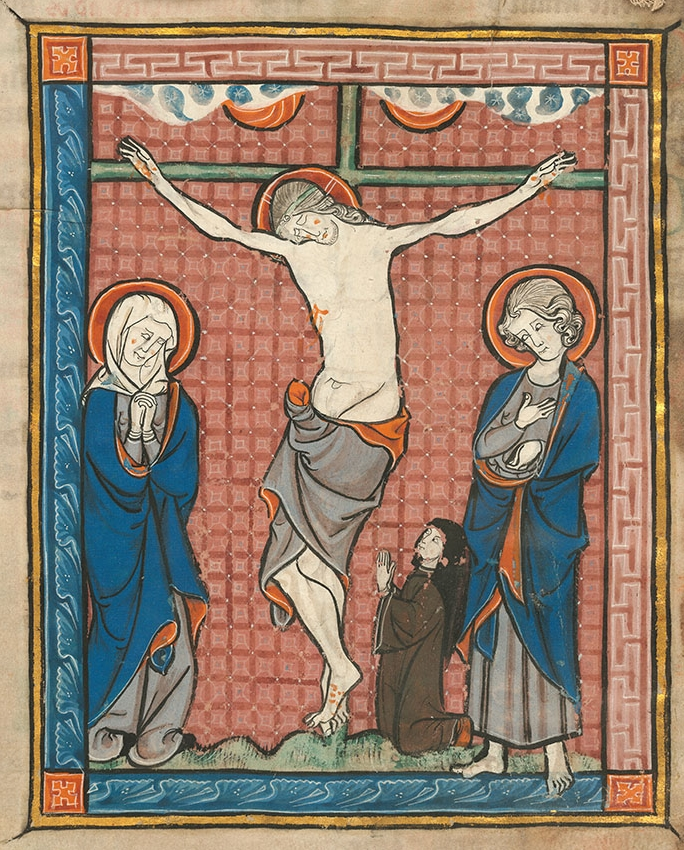
十字架の足元で祈るシトー会の修道女。マルケット修道院に残る写本。現在はカンブレーのビブリオテーク・ミュニシパル所蔵

シトー会と良好な関係を持っていたジャンヌは、マルケット＝レズ＝リールに女子修道院を創設した。また彼女はその他にも数箇所のシトー会派女子修道院の創設を承認し、支援や助力を行った。12世紀までは、フランドルおよびエノー伯領において男子修道院が独占している状態であった。フランドルにある女子修道院はヘントのラ・ビロク修道院を含む20箇所で、13世紀の間にエノー伯領内には5箇所の女子修道院が創設された。こうした女子修道院の後援をジャンヌ、そして後を継いだ妹マルグリットが行った。
ジャンヌはまた、伯領内で托鉢修道会が根付くのを支援した。1217年頃、ヴァランシエンヌに小さなフランシスコ会のコミュニティーが移ってきた。1226年にジャンヌは彼らに、町の古くなったドンジョンを修道院とするようにと寄進した。彼女は『小さき兄弟会』（フランシスコ会派）のシュピリテュエル派から拒絶にも直面した。ジャンヌは、同じ会派のコンヴァンテュエル派の設置を一般法に書き込むことでこの抵抗を克服した。2つの派は1241年より前に1つに統合された。リールのフランシスコ会の例では、教会や修道院の建設に際してジャンヌが支援のため監督官や大工を送り込んだことを我々は知っている。

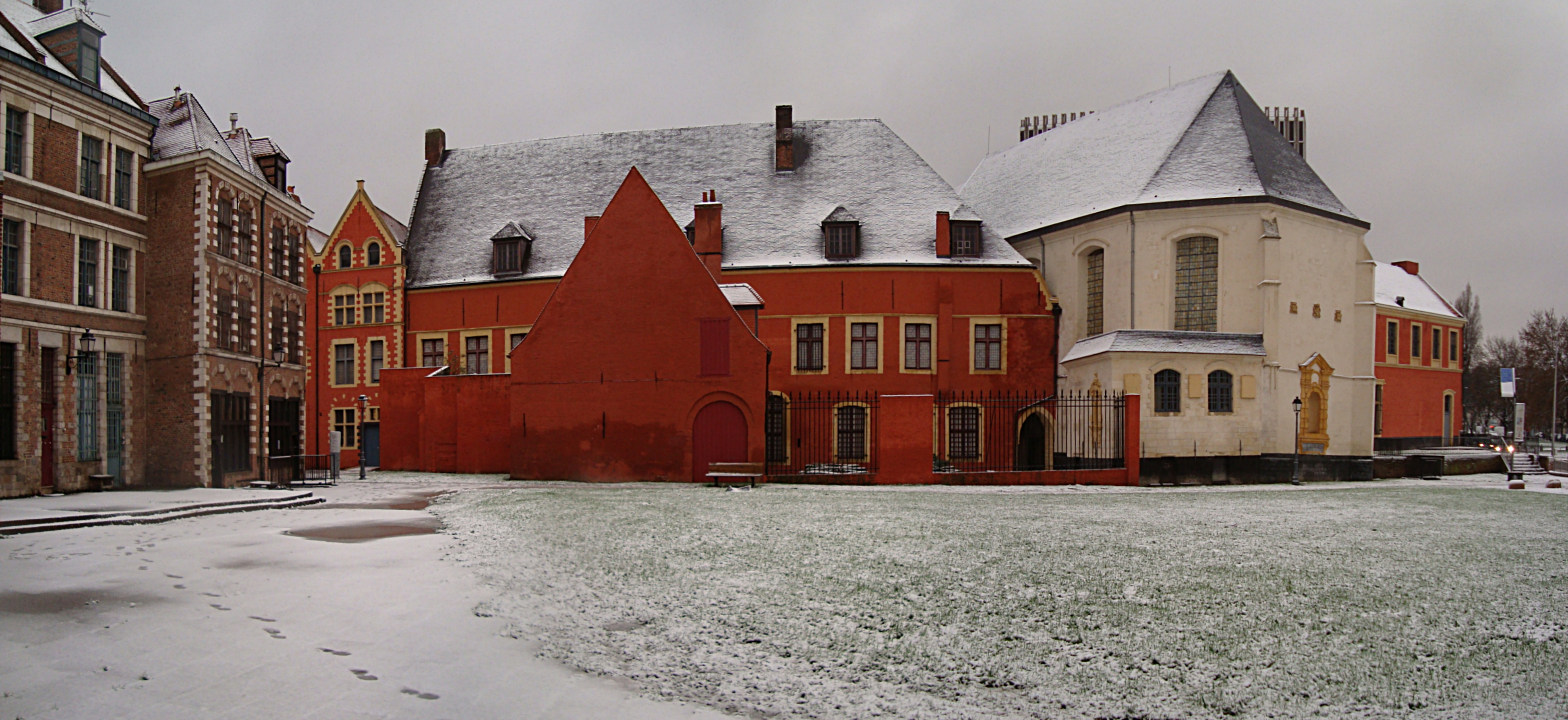
オスピス・コンテスの外観。ジャンヌ・ド・コンスタンティノープル時代の建築部分は現存していない

ジャンヌは、ベギヌ会（fr）のクール・ド・ベギヌ（cours de béguines）創設において役割を担った。それはつまり、フェンスで囲まれた住宅で、時には教会や病院を備えた住宅郡であった。これらが古典的なベギナージュ建築（Béguinages flamands）であった（UNESCO世界遺産ではフランドル地方のベギン会修道院群として登録されている）。エノー伯領におけるモンスとヴァランシエンヌ、フランドル伯領においてはヘント、ブルッヘ、イープル、これらは全て1236年から1244年の間に建設された。1245年にマルグリット2世によって実行されたドゥエーとリールのベギナージュ建築はジャンヌの意志によるものとして追加する必要がある。こうした修道会においてドミニコ会が役割を果たした可能性があり、一部では精神的な方向性に影響を及ぼしていた。
12世紀終わりまでに、フランドルとエノー領内にヴィクトリーヌ会の宗教家たちが移住してきた。ヴィクトリーヌ会はパリのサン・ヴィクトール修道院（アウグスチヌ会派）を発祥とする。1217年から1262年までに12箇所の修道院が創設された。ジャンヌはヴィクトリーヌ会の活動を奨励し、1244年にはカンブレー司教座内のメスヴァンにおけるベトレン修道院創設において、直接支援を行っている。こうした修道院はかなりの自治を保持しており、慈善目的での活動を行い、都市に土地を保有していた。彼らは13世紀に生じた新たな女性の精神的要求を満たしたのである。
ジャンヌは、リールのサン・ソヴール施療所、サン・ニコラ施療所を含む、病院の支援も行った。1228年には夫フェランとともに、ヘントにラ・ビロク修道院創設のための土地を寄進した。1237年2月には、オスピス・コンテス（fr、女伯の施療所）を創設した。これは彼女の邸宅の庭園部分を提供したもので、リールのカストルムの中にあり、1213年にフランス軍侵攻で破壊された古いドンジョンがあった場所であった。彼女はまたヴァランシエンヌに、列聖からわずか4年の聖エリザベートの名を冠したサンテリザベート・ド・オングリー病院を建てた。この施設はベギヌ会が運営していた。

## 中世文学への影響
既に知られている2つの写本は、ジャンヌの図書館に属していたと考えられている。1つはフランスのフランス国立図書館に収蔵されている詩篇で、1210年頃に作られ、シャンパーニュ伯妃ブランシュ・ド・ナヴァールが、姪のジャンヌがフェランと結婚する際に彼女のために製作させたとも考えられている。第2の写本は、現在は大英図書館に保存されている、1210年から1220年頃にかけて作られたペルスヴァルまたは聖杯の物語の複写である。第2の写本は、クレティアン・ド・トロワのペルスヴァルが関係しており、別の章と『エジプトの聖マリアの生涯』（Vie de sainte Marie l'Égyptienne）が加わっている。上記の写本はどちらもシャンパーニュの工房で作られていた。
聖杯物語群の起草はフランドル伯家と密接なつながりがある。クレティアン・ド・トロワはジャンヌの大伯父であるフランドル伯フィリップ1世の庇護の下で創作していたのである。第3章の著者マヌシエ（Manessier）は、女伯ジャンヌに自らの作品を捧げている。第2章の執筆者でクレティアン・ド・トロワの前任者であったウォーシエ・ド・ドゥナンは彼女の側近の1人であった可能性があるが、本がジャンヌのために書かれたと確実に証明できる証拠はない。それとは異なり、若い女伯に1212年頃『聖マルトの生涯』が捧げられている。聖人の生涯を書いた作品であるにもかかわらず、タラスクの挿話も含め、すばらしい物語であるだけでなく騎士道物語に近いこのテキストはまだ10代だった彼の献呈相手の鍛錬と教育のために企画されたようである。聖マルトは偉大な講話者として表されており、聖フロンや聖ジョルジュが失敗した反乱都市の制圧も成功したのである.。
Van den vos Reynaerdeは、オランダ語で書かれた狐物語の初版であり、オランダ語で書かれた初期の文学作品の1つである。この作品には、騎士道物語の範疇に含まれないオリジナルの挿話が含まれている。作者Willem die Madocke maecteは、シトー会会員で1261年に死去しているギヨーム・ド・ブデロである。この才能ある聖職者は、1238年にシトー会総会の場で要求がされ、ジャンヌ女伯によって雇われていた。ジャンヌは彼をリールのオスピス・コンテスの監督者に創設された1238年から1244年まで任命し、その後コルトレイク近郊のマルケ修道院院長に任命していた。
しかしながら、文学後援者としてのジャンヌの活動は限界があったようである。文学後援者であることは、男性が支配する世界で女性であったからこそ成功した可能性があり、ジャンヌは意図的に、一般的に女性に割り当てられるこの役割を捨ててしまったのである。